# For the Love o' Lil
Pour plus de détails, voir Fiche technique et Distribution.
For the Love o' Lil (littéralement, Pour l'amour de Lil) est un film américain réalisé par James Tinling, sorti en 1930.
L’affiche du film proclame qu'il s'agit d'une « comédie parlante de la vie conjugale moderne. »

## Fiche technique
- Titre : For the Love o' Lil
- Réalisation : James Tinling
- Assistant-réalisateur : David Selman
- Scénario : Dorothy Howell, inspiré des dessins originaux de Leslie Thrasher (en)
- Adaptation et dialogues : Bella Cohen,  Robert Bruckner
- Photographie : Ted Tetzlaff
- Montage : Edward Curtiss
- Direction artistique : Edward C. Jewell
- Musique : Arthur Kay
- Son : G.R. Cooper
- Producteur :
- Société de production : Columbia Pictures
- Société de distribution : Columbia Pictures
- Pays de production :  États-Unis
- Langue : Anglais américain
- Format : Noir et blanc — — 35 mm — 1,37:1 — Son : Mono (MovieTone)
- Genre : Comédie dramatique
- Durée : 67 minutes (1 h 7)
- Dates de sortie : 
  - États-Unis : 29 août 1930
  - Australie : 7 juillet 1931

## Distribution
- Jack Mulhall : Wyn Huntley
- Sally Starr (en) : Lil Huntley
- Elliott Nugent : Sandy Jenkins
- Margaret Livingston : Eleanor Cartwright
- Charles Sellon : Mr. Walker
- Julia Swayne Gordon : Mme Walker
- Billy Bevan : Edward O. Walker
- Claire Du Brey : Mme Gardner
- Joan Standing : la femme de chambre